# Істіклол (район Носірі Хусрава)
Істікло́л (тадж. Истиқлол) — село у складі Хатлонської області Таджикистану. Входить до складу Істіклольського джамоату району Носірі Хусрава.
В радянські часи село називалось Комсомол.
Населення — 2836 осіб (2017).